# Pont de claies
Un pont de claies est un ouvrage d'art rudimentaire constitué d'une structure légère en bois plantée dans le lit d'une rivière peu profonde, surmontée de panneaux de vannerie (généralement du noisetier) et permettant de franchir le cours d'eau en période d'étiage (lorsqu'un gué n'est pas présent). Leur existence est notamment attestée par la toponymie de plusieurs rues bordant la Semois (Mortehan, Bertrix, Vresse-sur-Semois).
Ces ponts étaient généralement démontés en saison de hautes eaux car les branchages et autres élements solides charriés par la rivière étaient susceptibles de les endommager, a fortiori s'ils étaient submergés.

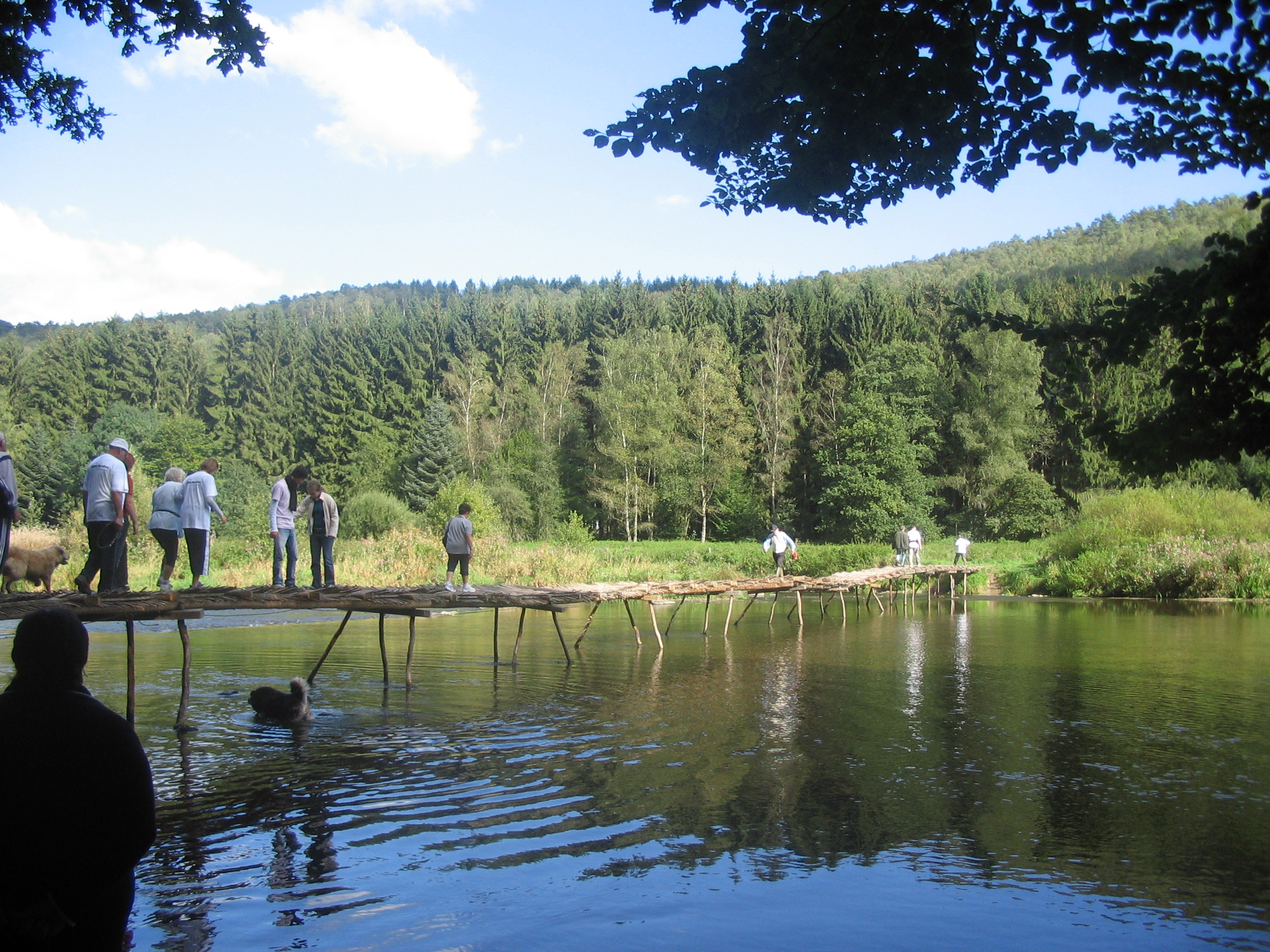
Pont de claies reconstitué à Laforêt (Vresse-sur-Semois).

Un pont de ce type est reconstitué durant l'été depuis plusieurs années à Laforêt (Vresse-sur-Semois).